# 7 nm
7 nm désigne le procédé de fabrication des semi-conducteurs qui succède au procédé 10 nm de fabrication par CMOS. La fabrication des premiers microprocesseurs utilisant cette technologie commence en 2018, réalisée par TSMC.
En 2015, Intel annonce que le support ne sera probablement plus du silicium.
AMD annonce la sortie de processeurs et GPU gravés en 7 nm en 2019. La commercialisation des premiers processeurs AMD en 7 nm est annoncée pour juillet 2019.
La gamme de processeurs Intel Meteor Lake est gravée en technologie 7 nm, ainsi que les processeurs IBM POWER10.